# تام ویتس
توماس آلن ویتس (به انگلیسی: Thomas Alan "Tom" Waits) ‏ (۷ دسامبر، ۱۹۴۹) خواننده، آهنگساز و بازیگر آمریکایی است. وی بارها نامزد جوایز مختلف موسیقی شده و توانسته‌است دو بار برندهٔ جایزه گرمی شود.

## گذشته

### اصالت و پس‌زمینهٔ موسیقایی
تام در پومونای کالیفرنیا به دنیا آمد. پدرش فرانک، مردی اسکاتلندی-ایرلندی و مادر او نروژی بودند و هر دو آموزگار مدرسه. آن‌دو در ۱۹۶۰، زمانی که تام ده ساله و دانش‌آموز دبستان بود از یک‌دیگر جدا شدند. تام بعد از جدایی آن‌ها با مادرش به نشنال سیتی کالیفرنیا نقل مکان کرد. او که نواختن پیانو را خودش با ساز همسایه‌شان آموخته بود، بعداً گفته بود که علاقه‌اش به موسیقی را طی سفرهایی که با پدرش به مکزیک می‌کرده کشف کرده بوده.
تا ۱۹۶۵، زمانی که تام هنوز در دبیرستان تحصیل می‌کرد، در گروهی به نام سیستم نیز نوازندگی می‌کرد و در یک پیتزافروشی در سن دیگو کار می‌کرد.
اوایل دههٔ هفتاد، تام دربان باشگاه هریتج در سن دیگو، جایی که هنرمندانی از تمام سبک‌ها در آنجا اجرا داشتند شد. وی که از طرفداران مشتاق هنرمندانی مثل فرانک سیناترا، باب دیلن، لرد باکلی، هوگی کارمایکل، مارتی رابینز، ریموند چندلر و استفان فاستر بود، شروع به تکمیل سبک عجیب خود با ترکیب آهنگ و دکلمه کرد.
پس از مدتی او اجرای جدیدالشکل خود را به شب‌های دوشنبهٔ ترابادور لس آنجلس برد، جایی که نوازندگان و خواننده‌ها تمام روز را در صف منتظر می‌ایستادند تا روی صحنه در آن شب اجرا داشته باشند. پس از نقل مکان به لس‌آنجلس و امضای قرارداد با هرب کوهن که مدیر برنامه‌های فرانک زاپا نیز بود، ویتس ضبط کارهای خود را آغاز کرد. او در آن زمان ۲۱ سال داشت.

### دههٔ هفتاد
از تعدادی کار ضبط‌شدهٔ نصفه و نیمه، اولین آلبوم تام با نام «زمان تعطیل کردن» در ۱۹۷۳ منتشر شد. علی‌رغم نقدهای دلگرم‌کننده‌ای که این آلبوم دریافت کرد، توجه زیادی به آن جلب نشد و این اتفاق فقط زمانی افتاد که هنرمندان معروف‌تر، ترانه‌های این آلبوم را بازخوانی کردند. هنرمندانی مثل تیم باکلی و گروه ایگلز.
او سپس شروع به بازکردن کنسرت‌ها و همکاری با هنرمندانی مثل فرانک زاپا و چارلی ریچ در تورهایشان کرد. ویتس نقدهای بهتر و طرفداران وفادارتری را با آلبوم‌های بعدی دریافت کرد. «قلب شنبه شب» در ۱۹۷۴بیرون آمد و اصلیت ویتس به عنوان یک خوانندهٔ باشگاه‌های شبانه با ترانه‌های نیمه‌دکلمه-نیمه‌آواز و یک گروه جاز در پس‌زمینه را آشکار کرد.
«شب‌زنده‌دارها در غذاخوری» در استودیو با چند تماشاچی ضبط شد تا فضای یک اجرای زنده را داشته باشد. این آلبوم نمونهٔ خیلی خوبی از موسیقی و سبک کار تام در آن دوره از زندگی‌اش است. دکلمه‌های طولانی بین آهنگ‌ها در اجراهای زندهٔ او بود که طرفداران او را متوجه صدای تازه کشف‌شده و شدیداً خشن وی کرد که در آلبوم‌های بعدی او بیش‌تر شنیده شد. تام در این دوره، بیش‌تر و بیش‌تر به الکل روی آورد و زندگی همیشه‌درسفرش کم‌کم‌روی ناجور خودش را نشان داد. تام بعداً در اشاره به این دوره گفته بود که «تمام آن مدت ناخوش بودم. سفر می‌کردم، توی متل زندگی می‌کردم و غذای آشغال می‌خوردم و الکل زیاد. این مدل زندگی‌ها قبل از این‌که ما با آن‌ها آشنا بشویم وجود دارند و اجتناب‌ناپذیرند.»
عکس‌العمل تام به این سختی‌ها، آلبوم «تغییر جزئی» بود که در ۱۹۷۶ بیرون آمد. آلبوم در اشعار پر بود از غرغر و بدبینی تام نسبت به همه‌چیز و ترانه‌های آلبوم تصویر واضح و صادقانه‌ای از الکلی‌بودن ارائه می‌دادند. بخش عمده‌ای از شهرت ویتس به خشن بودن و سخت زندگی کردن، حاصل تأثیر این آلبوم بر شنونده‌های کارهای ویتس است. تام گفته بود که «کم‌کم داشتم باور می‌کردم که الکلی‌بودن، یک‌جور آمریکایی‌بودن به همراه خودش دارد، ولی در نهایت به جایی رسیدم که زور می‌زدم قطعش کنم.» آهنگ‌های این آلبوم شدیداً متأثر از موسیقی جاز بود و با اشعاری مثل اشعار گذشتهٔ تام که وامدار ریموند چندلر و چارلز بوکوفسکی بودند.
این آلبوم شهرت زیادی برای تام به همراه آورد. برای اولین بار آلبومش در لیست صد آلبوم پرفروش آمریکا قرار گرفت -موفقیتی که برای تام تا ۱۹۹۹ دوباره اتفاق نیفتاد- و مجله‌هایی مثل تایم، نیوزویک و ووگ با او مصاحبه کردند. به پشتوانهٔ شهرت و اعتبار تازه کسب‌شده، تام در فاصلهٔ اکتبر ۱۹۷۶ تا مه ۱۹۷۷، در آمریکا و اروپا به اجرای کنسرت پرداخت.
«روابط خارجی» در ۱۹۷۷ دنبالهٔ جریان کار تام در آلبوم قبلی بود، با این تفاوت که او در این آلبوم از نظری هنری کار تمیزتری ارائه داده بود و تأثیر جاز و بلوز بر موسیقی او بیشتر شده بود. همچنین بتی میدلر یکی از ترانه‌های آلبوم را با تام به‌صورت دوصدایی اجرا کرد.
از «ولنتاین غمگین» می‌توان به عنوان بزرگ‌ترین تغییر مسیر تام در روند کاری‌اش تا به امروز نام برد. او برای رسیدن به فضای تاریک مورد نظر خود، نیاز به تغییر در سازبندی بود و به همین دلیل سازهای زهی تقریباً از آلبوم حذف شدند و سازهایی مثل گیتار الکتریک و کیبورد پررنگ‌تر شدند. خود ترانهٔ «ولنتاین غمگین» به‌خاطر نوازندگی گیتار ری کرافورد به همراه صدای ویتس از کارهای مهم تام است. در همین دوره بود که ویتس رابطهٔ پر سروصدای عاشقانه‌اش با ریکی لی‌جونز (که تصویرش در جلد داخلی آلبوم‌های «روابط خارجی» و «ولنتاین غمگین» قرار دارد) را آغاز کرد.
در ۱۹۸۰ آلبوم «حملهٔ قلبی و تاک» منتشر شد. آلبوم آهنگ‌های عاشقانهٔ بیشتری داشت و صدای تام در آلبوم خش‌دارتر شده بود.
در همان سال بود که تام به درخواست فرانسیس فورد کاپولا، ساخت موسیقی برای فیلم «یکی از دل» را شروع کرد. ویتس در ابتدا در نظر داشت با بتی میدلر که پیش از این با او همکاری کرده بود کار کند، ولی میدلر در دسترس نبود و در نتیجه کریستال گیل جایگزین او شد.

### دههٔ هشتاد
در اوت ۱۹۸۰، تام با کتلین برنان که سر صحنه «یکی از دل» با هم آشنا شده بودند، ازدواج کرد. در آلبوم‌های بعدی تام، نام برنان معمولاً به عنوان نویسندهٔ آهنگ‌ها در کنار تام دیده می‌شود و تام همیشه از او به عنوان بزرگ‌ترین الهام‌بخش در زندگی‌اش نام می‌برد. با اینکه مدیر برنامه‌های ویتس و بیفهارت در دهه ۱۹۷۰ یک‌نفر بود، این کاتلین بود که او را با موسیقی کاپیتان بیفهارت آشنا کرد.
تا آلبوم بعد، تام در تعدادی فیلم در نقش‌های کوچک بازی کرد. «یکی از دل» در ۱۹۸۲ اکران شد و ویتس برای آن فیلم، نامزد اسکار بهترین تک‌ترانهٔ سال شد. این فیلم اولین فیلم از چند فیلمی بود که تام در آن‌ها با فورد کاپولا همکاری می‌کرد.
ویتس در ۱۹۸۳ «شیپورهای ارّه‌ماهی» را منتشر کرد، آلبومی که شهرت و موقعیت او را به عنوان یک هنرمند تک‌رو و مستقل تثبیت کرد. این آلبوم همهٔ تجربیات آلبوم‌های قبل را دارا بود. تجربیاتی مثل استفاده از سازهای گوناگون (مثل نی انبان و ماریمبا) و گوناگونی در استفاده از صدای خود تام (مثل دکلمه‌ها یا صدای پارس سگ) و کمتر شدن صداهای سازهایی سنتی تام مثل پیانو و گیتار که سابقاً با آن‌ها بود که کارهایش را متعادل می‌کرد. غیر از کاپیتان بیفهارت و چند تا از کارهای اولیهٔ دکتر جان، این آلبوم مثل چند تا از آلبوم‌های بعدی تام، از نظر سبک و اجرا، کسی را مقدم بر خود ندارد.
ویتس در کارهای اولیه‌اش یا پیانو می‌نواخت یا گیتار، ولی از این سازها خسته شده بود و می‌گفت «دست‌های آدم مثل سگ‌هایی هستند که فقط به جاهایی می‌روند که عادت دارند. باید حواست جمع باشد که به جایی نرسی که نواختن ساز، به جای مغز در دست‌هایت انجام شود و هی به جای اولشان بروند. باید عادت‌هایشان را از بین ببری، وگرنه از کشف کردن بازمی‌مانی و نتیجه این می‌شود که فقط چیزی را که بلدی و خوشایندت است می‌نوازی. من دارم سعی می‌کنم عادت‌هایم را با نواختن سازهای جدیدی که هیچ‌چیز در موردشان نمی‌دانم بشکنم.»
سگ‌های بارانیسازبندی و ارکستراسیون این آلبوم و آلبوم بعدی ویتس کاملاً گلچین‌شده و ترکیبی بودند که خود ویتس آن‌ها را «ارکستر آشغالدونی» می‌نامید و شامل ارگهای لوله‌ای وزوزکننده، پرکاشنهای ساییده‌شده، تکه شیپورهای در حال پوسیده‌شدن، گیتارهای خارج از کوک و سازهای قدیمی بودند. علاوه بر این‌ها، تام نوع آواز خودش را از سبک خواننده‌های کاباره‌ای دههٔ هفتاد به صدایی جدید که چیزی بین زوزهٔ گرگ و پارس وحشیانهٔ سگ‌های شکاری و نعره‌های زیر و تیز و کش‌دار بود، تغییر داد. سبک آهنگ‌سازی‌اش نیز تغییر کرد و به سبک‌های تجربه‌نشده و مجرد و انتزاعی که کم‌تر کسی از آن‌ها استفاده کرده بود متمایل شد.
تمرکز جدید تام بر روی تجربه‌کردن سبک‌های مختلف در آلبوم سال ۱۹۸۵ تام به نام «سگ‌های بارانی» (نامی که بعداً طرف‌دارهای ویتس آن را روی خودشان گذاشتند) با نوزده ترانه که بدون هیچ نظم خاصی در کنار هم قرار گرفته بودند، به اوج خود رسید. از این آلبوم به عنوان یکی از بهترین کارهای تام نام برده می‌شود. آلبوم فقط تا رتبهٔ ۱۸۸ جدول آلبوم‌های پرفروش آمریکا بالا آمد، ولی شهرتی که بعداً به دست آورد، شکست آلبوم در فروش را تحت‌الشعاع قرار داد.
«سال‌های وحشی فرانک» نمایشنامه‌ای موزیکال بود که توسط ویتس و برنان نوشته شده و با موفقیت در تئاتر استپنوولف شیکاگو، ایلینوی به نمایش درآمد. تام در این تئاتر نقش اصلی را بازی می‌کرد و این کار ادامهٔ کار ویتس در زمینه‌های دیگر هنر بود. روندی که به بازی تام در چند نقش کوتاه، از جمله فیلم‌هایی از جیم جارموش منتهی شد. در ۱۹۸۷، آلبوم موسیقی «سال‌های وحشی فرانک» نیز به بازار آمد. همچنین در ۱۹۸۸، کنسرتی سورئال از تام به صورت فیلم، تحت عنوان «عصر بزرگ» بیرون آمد.
«شیپورهای ارّه‌ماهی»، «سگ‌های بارانی» و «سال‌های وحشی فرانک» می‌توانند به‌ترتیب تشکیل یک سه‌گانه را بدهند که در جریان آن، ملوانی که با آسایش خانگی خود وداع کرده، جهان را می‌بیند و دوباره بازمی‌گردد.

### دههٔ نود
تام دههٔ نود را با کار بر روی موسیقی متن برای یک تئاتر، و سپس ضبط آهنگی برای آلبومی که فروش‌اش به نفع مبتلایان به ایدز خرج می‌شد، و بعدتر همکاری با عکاس معروف سیلویا پلاچی شروع کرد. کتاب پلاچی حاوی یک اثر کوتاه از تام برای همراهی با عکس‌ها و متون است.
ویتس در سال بعد با این‌که خودش آلبومی بیرون نداد، شدیداً مشغول کار با دیگران بود. در آلبوم ۱۹۹۱ گروه پرایمس به نام «دریانوردی در دریاهای پنیر» در نقش صدای «تامی گربه» حاضر شد که با این کار به طرفداران آلترناتیو راک شناسانده شد. همکاری او با این گروه بعداً ادامه پیدا کرد. لس کلی‌پول (خواننده، آهنگساز و نوازندهٔ بیس گروه) نیز در چند کار بعدی ویتس حضور پیدا کرد. ویتس موسیقی متن فیلم ۱۹۹۱ جیم جارموش با عنوان «شب بر روی زمین» را نوشت که همان سال به عنوان یک آلبوم منتشر شد. همچنین تا آخر آن سال، تام در تعدادی فیلم بازی و بر روی آلبوم تعدادی از هنرمندان دیگر نیز کار کرد.
«ماشین استخوان» پس از پنج سال در ۱۹۹۲ منتشر شد. آلبوم کامل آن مقدار زیادی پرکاشن و گیتار داشت (و کمی پیانو و ساکسیفون) و این خود تغییر دیگری در صدای ویتس بود. استیو هویی منتقد در مورد آن می‌گوید «منسجم‌ترین آلبوم تام ویتس و یک کابوس ترسناک که تأثیر آثار تجربی دههٔ هشتاد او را دارد و بسیار مهیج است و هرچند که دست‌یافتنی‌ترین اثر او نیست، ولی تأثیرگذارترین و قوی‌ترین کار ویتس است.» «ماشین استخوان» جایزه گرمی بهترین آلبوم آلترناتیو را از آن خود کرد.
در همان سال، تام دومین پروژهٔ تئاتری‌اش را به نام آلیس ارائه داد. موسیقی متن این تئاتر ده سال بعد در آلبومی به همین نام به بازار آمد.
«سوارکار سیاه» نیز که در ۱۹۹۳ عرضه شد، نتیجهٔ کار ویتس بر روی تئاتری که سه سال قبل بر روی صحنه رفته بود، بود.
«انواع قاطر» در ۱۹۹۹ عرضه شد و همچنین یک جایزهٔ گرمی برد و برای این‌که به ما اثبات کند که طبقه‌بندی کردن کارهایش غیرممکن است، هم‌زمان نامزد دریافت بهترین آلبوم فولک معاصر (که برنده آن شد) و بهترین اجرای راک مرد برای آهنگ «صبر کن» شده بود.

### سال‌های ۲۰۰۰
جان هاموند در ۲۰۰۱ آلبومی از بازخوانی ترانه‌های تام منتشر کرد. هاموند و ویتس دوستان نزدیک هستند و تام در اکثر آهنگ‌ها به صورت نوازنده یا خواننده ظاهر می‌شود.
در ۲۰۰۲ ویتس هم‌زمان دو آلبوم منتشر کرد به نام‌های «آلیس» و «خون‌بها» که هر دو بر اساس همکاری تئاتری ویتس و رابرت ویلسون پدید آمده‌اند. اولی در اصل یک نمایش موزیکال و دومی برگردانی از تکه‌ای از نمایش جرج بوخنر به نام وُیزِک است. همانگونه که از نام آهنگ‌هایی همچون «بیچارگی رودخانهٔ دنیاست» و «همه‌چیز به جهنم می‌رود» بر می‌آید، هر دوی آلبوم‌ها فضایی بدبین با اشعاری عمیقاً عیب‌جو و غم‌زده دارند.
«واقعاً مرده»، اولین آلبوم غیرتئاتری ویتس بعد از «انواع قاطر»، در ۲۰۰۴ منتشر شد و تا به امروز تنها آلبومی از ویتس است که در هیچ‌کدام از ترانه‌های آن از پیانو استفاده نشده‌است. او در آهنگ اول آلبوم بیت‌باکس می‌کند و بیشتر آهنگ‌های آلبوم با بداهه‌سازی صدای پرکاشن با دهان خود تام شروع می‌شوند. آلبوم همچنین گرایش بیشتری به راک دارد تا بلوز، و یک ترانهٔ کاملاً و آشکارا سیاسی دارد، چیزی که برای اولین بار در موسیقی ویتس در این آلبوم اتفاق می‌افتد. در ترانهٔ پایانی آلبوم، او از زبان سربازی صحبت می‌کند که جنگ او را متوهم کرده و در حال نوشتن نامه به خانه‌اش، سپاس‌گزار است که دارد از جنگ بازمی‌گردد. آهنگ اشارهٔ مستقیم به جنگ عراق نمی‌کند و همان‌طور که تام مون در این‌باره می‌نویسد «آهنگ می‌تواند صدای یک سرباز جنگ‌های داخلی باشد که نوای غم‌انگیز آخر شب خود را در تنهایی می‌خواند». خود ویتس آهنگ را آهنگی با اعتراضی مستتر، دربارهٔ حمله به عراق می‌داند. تام یورِک منتقد نیز آن را یکی از عمیق‌ترین و پربینش‌ترین و دسته‌کم‌گرفته‌شده‌ترین آهنگ‌های ضدجنگ چند دههٔ اخیر می‌خواند که عاری از هرگونه پیش‌پاافتادگی یا احساسات بیش از حد در لحن فولکلور خود است.
در ۲۰۰۵، تام بعد از چندین سال با بازی در فیلم دومینو ساختهٔ تونی اسکات به بازیگری برگشت. همچنین او در فیلم ببر و برف روبرتو بنینی در نقش خواننده‌ای که در رویاهای بنینی در روز عروسی‌اش پیانو می‌نوازد و می‌خواند ظاهر شد.
در نوامبر ۲۰۰۶ مجموعه‌ای از سه آلبوم شامل ۵۴ آهنگ از ترانه‌های کمیاب یا منتشرنشدهٔ ویتس و تعدادی کارهای جدید، تحت عنوان «یتیم‌ها: نزاع‌کننده‌ها، ناله‌کن‌ها، و حرام‌زاده‌ها» منتشر شد. این سه آلبوم هر کدام به تناسب محتوای ترانه‌هایشان نام‌گذاری شده‌اند. «نزاع‌کننده‌ها» شامل آهنگ‌های راک و بلوز با ضرباهنگ بالا، «ناله‌کن‌ها» شامل ترانه‌های عاشقانه و «حرام‌زاده‌ها» شامل آهنگ‌هایی است که در هیچ‌یک از این دو طبقه‌بندی نمی‌گنجند. تام در «یتیم‌ها» نیز مثل آلبوم قبل، به علاقهٔ تازه کشف شده‌اش یعنی سیاست می‌پردازد. همچنین تام در آلبوم تعدادی از آهنگ‌های دیگران را بازخوانی می‌کند و اشعاری و قطعاتی از هنرمندان محبوبش را می‌خواند.
تام همچنین در این سال به عنوان مهمان در آلبوم «چندین سال نوری در شکم یک کوه رویاپردازی کردم» گروه اسپارکلهورس و در چندین برنامهٔ تلویزیونی پرسروصدا مثل برنامهٔ جان استوارت حضور پیدا کرد. در هنگام پخش برنامه، در مورد ترانه‌هایش توضیح داد که همگی در مورد انسان‌های دون‌مایه و مهیب است و گفت «تمام این‌ها ایفای نقش هستند.»
همچنین در ۲۰۰۷ تام در فیلمی از تری جیلیام در کنار هیت لجر، جانی دپ، جود لاو، و کالین فارل بازی کرد.
در مه ۲۰۰۸ اعلام شد که تام از ژوئن همان سال تور تابستانی‌اش را در جنوب آمریکا، انگلستان، و بخش‌هایی از اروپا شروع خواهد کرد.
او سال ۲۰۲۳ در فیلم غیبت عدن بازی کرده است.
در سال ۱۳۹۷ خورشیدی در ایران کتابی تحت عنوان لتکاچی (گزیده ترانه‌های تام ویتس) انتشار یافت که شامل ۲۵ ترانه از تام ویتس به همراه آلبوم‌شناسی استودیویی، تئاتری، نمایشی او نیز بوده‌است تا مخاطبان ایرانی او بتوانند از ترجمه آثار او نیز بهره بگیرند. در ترجمه ترانه‌ها از متد ترجمه بینافرهنگی که در دهه نود میلادی مطرح شده و از زیر شاخه‌های ترجمه مفهومی می‌باشد بهره گرفته شده‌است

## آلبوم‌های استودیویی
| سال  | عنوان                                       | توضیحات                                                                        | ناشر     |
| ---- | ------------------------------------------- | ------------------------------------------------------------------------------ | -------- |
| ۱۹۷۳ | زمان تعطیل کردن                             |                                                                                | اسیلوم   |
| ۱۹۷۴ | قلب شنبه شب                                 |                                                                                | اسیلوم   |
| ۱۹۷۵ | شب‌زنده‌دارها در غذاخوری                      | طی دو شب در استودیو در حضور جمع کوچکی ضبط شد                                   | اسیلوم   |
| ۱۹۷۶ | تغییر جزئی                                  |                                                                                | اسیلوم   |
| ۱۹۷۷ | روابط خارجی                                 |                                                                                | اسیلوم   |
| ۱۹۷۸ | ولنتاین غمگین                               |                                                                                | اسیلوم   |
| ۱۹۸۰ | حملهٔ قلبی و تاک                             |                                                                                | اسیلوم   |
| ۱۹۸۲ | یکی از دل                                   | به همراهی کریستال گیل برای موسیقی متن فیلمی به همین نام از فرانسیس فورد کاپولا | سی بی اس |
| ۱۹۸۳ | شیپورهای ارّه‌ماهی                            |                                                                                | آیلند    |
| ۱۹۸۵ | سگ‌های بارانی                                |                                                                                | آیلند    |
| ۱۹۸۷ | سال‌های وحشی فرانک                           | به همراهی بنوآ کریستی                                                          | آیلند    |
| ۱۹۸۸ | عصر بزرگ                                    | آلبوم زنده به اضافهٔ فیلم و ویدئویی از اجرا                                     | آیلند    |
| ۱۹۹۲ | شب بر روی زمین                              | موسیقی متن فیلم «شب بر روی زمین» ساختهٔ جیم جارموش                              | آیلند    |
| ۱۹۹۲ | ماشین استخوان                               | برندهٔ جایزهٔ گرمی برای بهترین آلبوم آلترناتیو سال                               | آیلند    |
| ۱۹۹۳ | سوارکار سیاه                                | با همکاری تئاتری ویلیام بارو و رابرت ویلسن                                     | آیلند    |
| ۱۹۹۹ | انواع قاطر                                  | برندهٔ جایزهٔ گرمی برای بهترین آلبوم فولک معاصر سال                              | آنتی     |
| ۲۰۰۲ | خون‌بها                                      | موسیقی متن نسخه‌ای از تئاتر وُیزِک به کارگردانی رابرت ویلسن                       | آنتی     |
| ۲۰۰۲ | آلیس                                        | موسیقی متن برای تئاتری از رابرت ویلسن به همین نام                              | آنتی     |
| ۲۰۰۴ | واقعاً مرده                                  |                                                                                | آنتی     |
| ۲۰۰۶ | یتیم‌ها: نزاع‌کننده‌ها، ناله‌کن‌ها، و حرام‌زاده‌ها | مجموعهٔ سه آلبوم از ترانه‌های کمیاب یا منتشرنشدهٔ ویتس و تعدادی کارهای جدید       | آنتی     |